# Кунигунда фон Вертхайм
Кунигунда фон Вертхайм (на немски: Kunigunde von Wertheim; † 8 октомври 1362) е графиня от Вертхайм и чрез женитба графиня на Изенберг-Лимбург.

## Произход
Тя е дъщеря на граф Рудолф II фон Вертхайм († 1303/1306) и първата му съпруга Мехтилд фон Дюрн († ок. 1288/1292), дъщеря на Рупрехт II фон Дюрн-Форхтенберг († 1306) и Мехтилд фон Хоенлое-Браунек († 1293). Баща ѝ Рудолф II се жени втори път пр. 27 март 1293 г. за маркграфиня Кунигунда фон Баден († 1315). Сестра е на Рудолф IV фон Вертхайм († 1355) и Йохан III фон Лимбург († 1406).

## Фамилия
Първи брак: с Конрад Руперт фон Боксберг († 1319). Бракът е бездетен.
Втори брак: пр. 20 декември 1323 г. за Герлах II фон Лимбург († 14 април 1355), вдовец на Агнес фон Насау-Зиген († 1318), син на граф Йохан I († 1312)) и втората му съпруга Уда фон Равенсберг († 1313). Той е племенник на римско-немската кралица Имагина фон Изенбург-Лимбург († 1318), съпруга на Адолф от Насау († 1298). Тя е втората му съпруга. Те имат девет деца:
- Уда († 1361), омъжена 1336/1338 г. за Вилдграф Герхард II фон Кирбург († 1357)
- Кунигунда († 8 октомври 1389), неомъжена
- Елизабет, монахиня в Кауфунген
- Герлах III фон Лимбург († 1365), последва баща си като господар на Лимбург, женен на 9 ноември 1356 г. за Елизабет фон Фалкенщайн († 1364/1366)
- Рудолф († 7 октомври 1374), ректор в Бюдинген (1340 – 1341), каноник в Трир (1341), Кьолн (ок. 1353) и във Вюрцбург (1353 – 1363)
- Йохан III фон Лимбург († 26 януари 1406), каноник в Кьолн и Трир, последва 1365 г. брат си Герлах III като господар на Лимбург, женен през май 1386 г. за Хилдегард фон Сарверден († 1419)
- Ото († сл. 1400), рицар на Немския орден
- Герлах VII (IV) († 28 март 1414), каноник в Трир
- Херман († 10 септември 1365)